# Hôtel Klapovskaïa
L'hôtel particulier Klapovskaïa (Усадьба Клаповской) est  un hôtel particulier de Moscou situé au 14-16 rue Gontcharnaïa, dans le quartier de la Taganski. Il s'agit d'un monument protégé au niveau fédéral, et d'un ensemble remarquable du style Empire moscovite.

## Présentation
L'ensemble architectural comprend un logis de maître avec deux ailes, le tout clôturé d'une grille finement ajourée de fer forgé et auquel on accède par deux portails d'entrée. Le logis de maître consiste en une demeure rectangulaire de style néo-classique (appelé « style Empire » en Russie) d'un étage supérieur présentant sur sa façade un fronton hexastyle ionique, datant des années 1800. L'aile Nord date des mêmes années, semblable à une aile du palais Batachev situé à proximité. Il semble que l'hôtel particulier ait été construit sur les fondations d'un palais sans étage construit au XVIIe siècle. Il a pris son aspect néo-classique (Empire) après la reconstruction de Moscou ayant fait suite au grand incendie de 1812 pour freiner l'arrivée des troupes napoléoniennes. C'est le propriétaire de l'époque, le marchand I. S. Rakhmanov, qui a commandé les travaux effectués entre 1816 et 1823. L'aile Sud est ajoutée alors, tandis que la cour d'honneur est dessinée sous sa forme actuelle. Le propriétaire fait installer la grille de fer forgé qui sépare l'hôtel particulier de la rue sur un mur bosselé. Les portails d'entrée sont encadrés de pylônes monumentaux. Ainsi, malgré ses dimensions peu importantes, l'ensemble donne une impression de grandeur. Les murs massifs de couleur jaune sont soulignés par des stucs fins et élégants peints en blanc. la décoration de la frise du portique et des pylônes des portails ne possède pas d'analogues et les fenêtres de la façade du logis principal sont décorées de lunettes ornementales.
Le marchand P. Molochnikov acquiert l'hôtel particulier dans les années 1830 ; c'est lui qui fait installer sur le fronton du logis de maître son monogramme, consistant en ses initiales entrelacées «П» et «М» (P et M). La dernière propriétaire de l'hôtel particulier avant la Révolution de 1917 est M. P. Klapovskaïa dont on a gardé le nom pour nommer cet ensemble monumental. Le pouvoir soviétique y installe la « Maison de l'athéisme scientifique » (religion officielle du régime) ; après la péréstroïka on  y ouvre un « Centre du patrimoine spirituel ».
Aujourd'hui l'hôtel particulier abrite la compagnie Safinat (Сафинат) qui mène à son installation des travaux de restauration de fond du logis principal. Les plans d'origine sont restaurés, on retrouve les fresques et les stucs des plafonds, ainsi que le dessin des parquets. Le mobilier et les détails de la décoration intérieure sont refaits selon des dessins conservés.

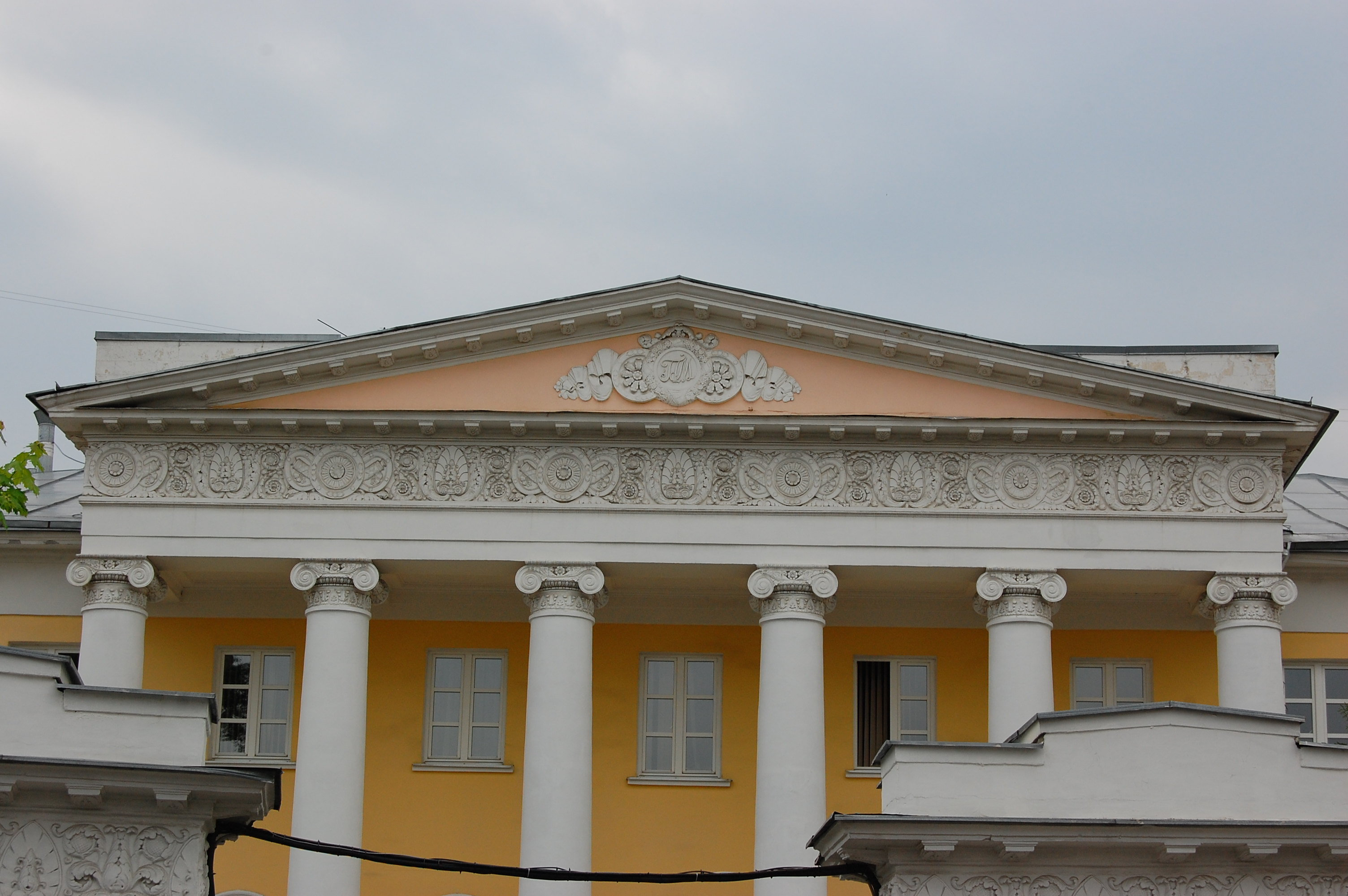
Fronton du logis de maître
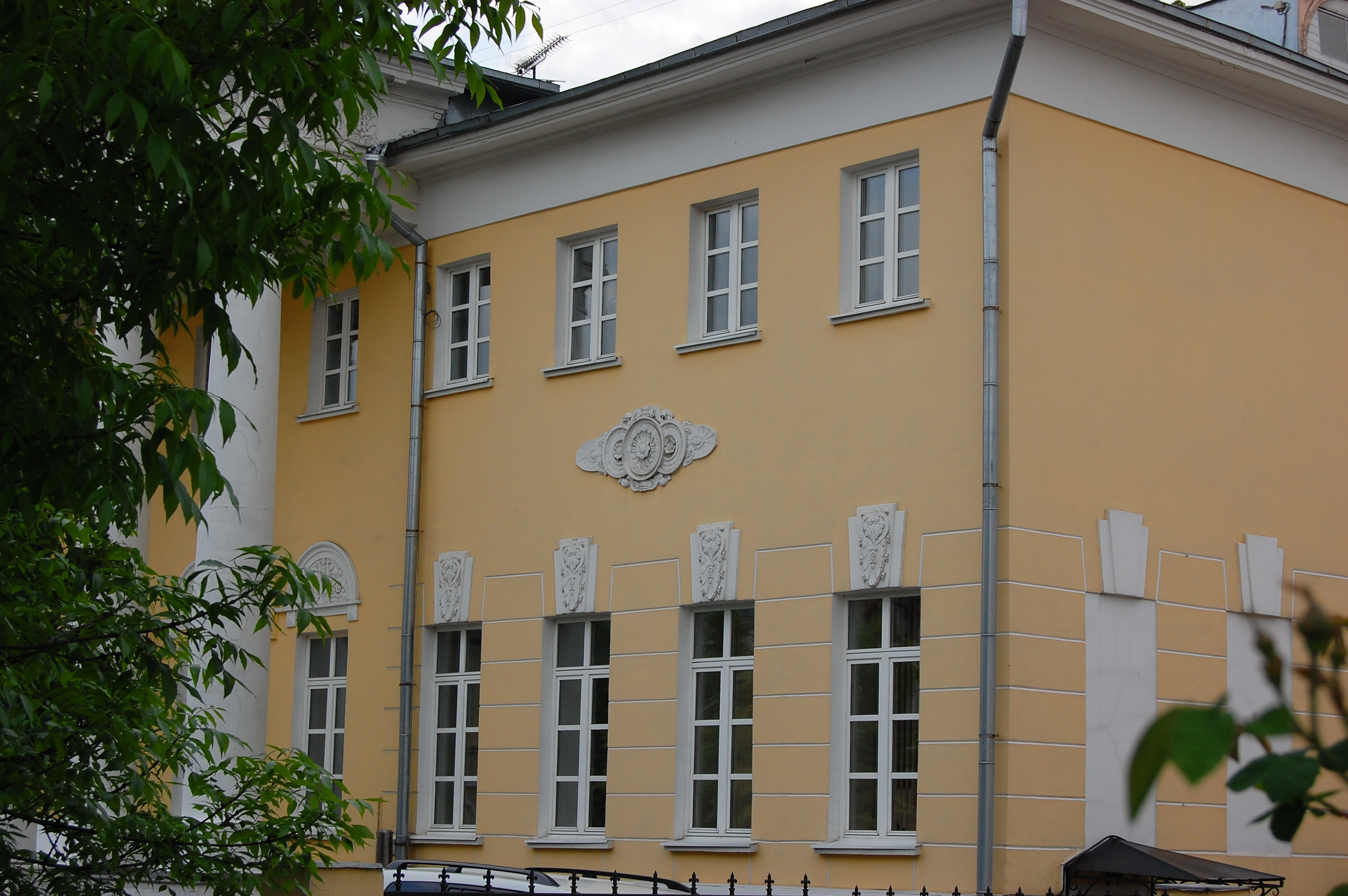
Éléments du décor du logis de maître
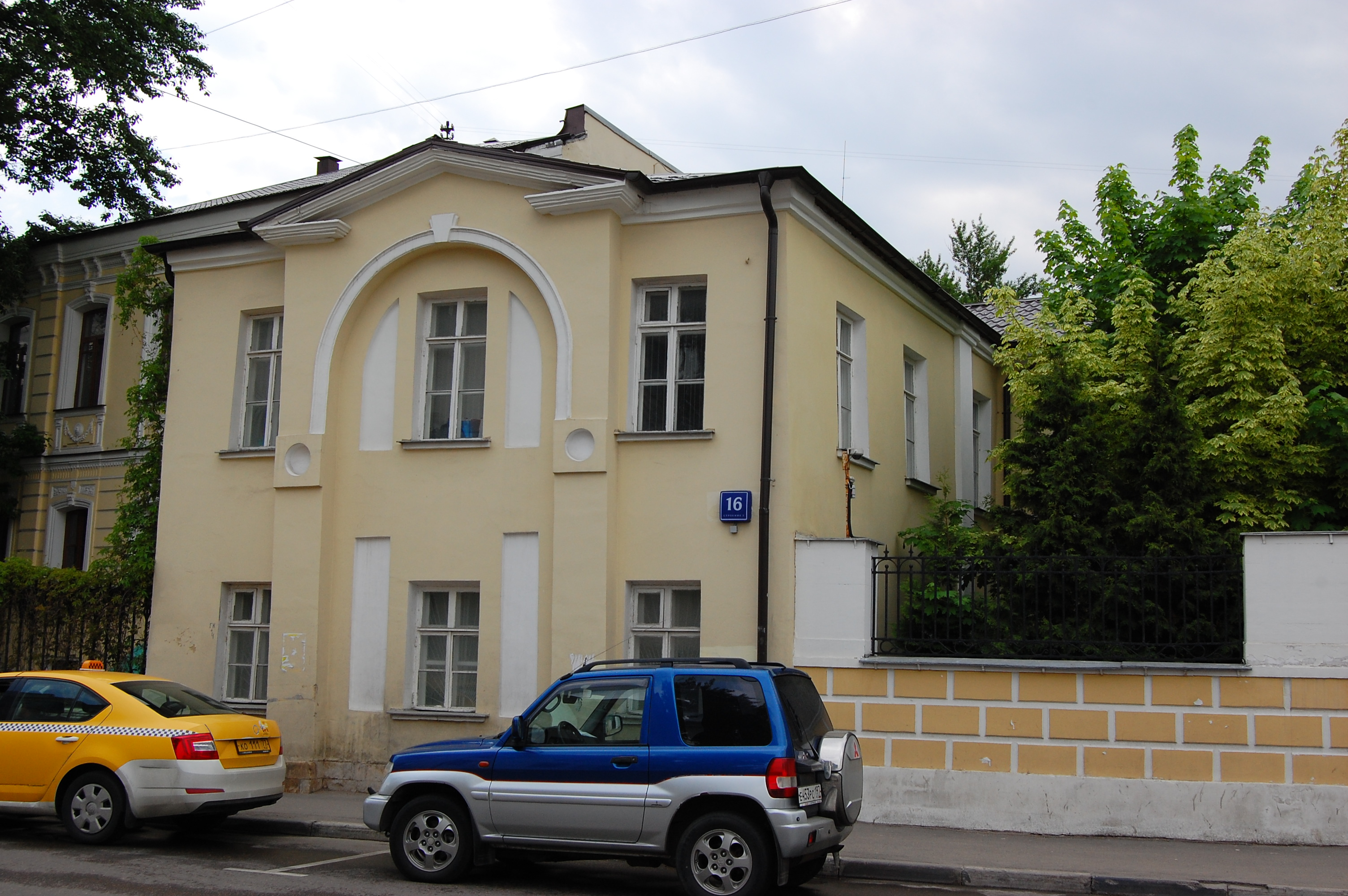
Aile gauche

## Source de la traduction
- (ru) Cet article est partiellement ou en totalité issu de l’article de Wikipédia en russe intitulé « Усадьба Клаповской » (voir la liste des auteurs).